# Wochenendsiedlung (Südbrookmerland)
Wochenendsiedlung ist ein Ort in Ostfriesland. Politisch gehört er zu Bedekaspel, einem Ortsteil der Gemeinde Südbrookmerland im Landkreis Aurich. Die Wochenendsiedlung liegt am Nordufer des Großen Meeres. Die dortigen Häuser werden fast ausschließlich als Zweitwohnsitz oder Ferienhaus genutzt. Mehr als die Hälfte davon haben auf ihrem Grundstück Zugang zu einem Bootsanleger. mit Anschluss ans Große Meer und das umgebende Kanalsystem. Die Ost-West-Ausdehnung beträgt etwa 1,15 Kilometer, die Nord-Süd-Ausdehnung 0,384 Kilometer.